# Bazalna presnova
Bazalna presnova ali bazalni metabolizem (znana tudi pod kratico BMR za angleški izraz Basal Metabolic Rate) je stopnja pretvorbe energije v organizmu, ki miruje, ima prazno prebavilo in ni pod temperaturnim stresom, torej je temperatura njegovega okolja enaka njegovi normalni telesni temperaturi. V tem stanju porablja energijo samo za vzdrževanje osnovnih življenjskih funkcij. Pomemben delež porabe odpade na biokemične procese za vzdrževanje oblike in funkcije celic, predvsem membranskega potenciala. Pri živalih jo merimo s količino oddane toplotne energije v časovni enoti (s kalorimetrijo) ali s porabo kisika, redkeje pa s količino oddanega ogljikovega dioksida.
Mera je uporabna za primerjanje presnove med osebki znotraj vrste in tudi med vrstami, vendar je nekoliko neživljenjska, saj je večina živali v naravi zelo redko dlje časa v ustreznih pogojih, in ne daje podatkov o energetski ceni normalne aktivnosti. Težje je določljiva pri poikilotermnih živalih, saj nimajo »normalne« telesne temperature, zato raziskovalci opravljajo meritve pri dogovorjeni standardni temperaturi. Poleg tega je njihov bazalni metabolizem odvisen od temperature okolja pred meritvijo, zaradi procesa aklimacije.
Obstaja jasna povezava med telesno maso in bazalno presnovo pri živalih, pri čemer je razmerje manjše od ena. To pomeni, da manjše živali porabijo več energije na enoto prostornine telesa kot velike, kar ima posledice za njihov življenjski ritem - manjše živali morajo tako vložiti sorazmerno več truda in energije za iskanje hrane. Razlog za to nesorazmerje še ni zanesljivo pojasnjen. Bazalna presnova je odvisna tudi od razvojnega stadija osebka - mladiči denimo zaradi manjše telesne velikosti potrebujejo manj energije za vzdrževanje obstoječih celic in tkiv, a porabljajo energijo tudi za aktivno rast.